# Parafia Przemienienia Pańskiego i Nawiedzenia Najświętszej Maryi Panny w Kamienicy
Parafia Przemienienia Pańskiego i Nawiedzenia Najświętszej Maryi Panny w Kamienicy – parafia rzymskokatolicka znajdująca się w diecezji tarnowskiej w dekanacie Łącko. Erygowana w XIV wieku. Mieści się pod numerem 45. Prowadzą ją księża diecezjalni.
Parafia obejmuje trzy wsie: Kamienicę, Zbludzę i Zasadne.

## Historia
Historia parafii w Kamienicy, według ksiąg parafialnych, rozpoczęła się ok. 1330, czyli od momentu lokacji wsi. W kolejnych wiekach do parafii przyłączano kolejne wsie: Zalesie, Zasadne i Szczawę.
Kroniki wspominają o klęskach żywiołowych, którym ulegały kolejne świątynie we wsi. Pierwszy kościół, o którym wspomina Jan Długosz, spłonął w 1646, drugi zniszczyła powódź w 1672, a kolejny spłonął z całym wyposażeniem 25 marca 1931. 
W latach 1932–1937 wzniesiono istniejącą do dziś świątynię murowaną.
Ciężkim okresem w dziejach parafii była również II wojna światowa, kiedy to hitlerowcy aresztowali a następnie rozstrzelali tutejszego proboszcza Mieczysłada Dydyńskiego i spalili plebanię.
Ważnym wydarzeniem w parafii była konsekracja kościoła parafialnego, której dokonał biskup Jan Stepa 12 września 1951.
W 1958 z parafii w Kamienicy wydzielono samodzielną placówkę duszpasterską - wikarię parafialną, w Szczawie, którą następnie 6 grudnia 1980 przekształcono w samodzielną parafię. Ten sam dekret biskupa Jerzego Ablewicza wydzielił również osobną parafię w Zalesiu.